# Vittorio Matteo Corcos
Vittorio Matteo Corcos (Livorno, 4 ottobre 1859 – Firenze, 8 novembre 1933) è stato un pittore italiano, conosciuto in particolare per i suoi realistici ritratti.

## Biografia

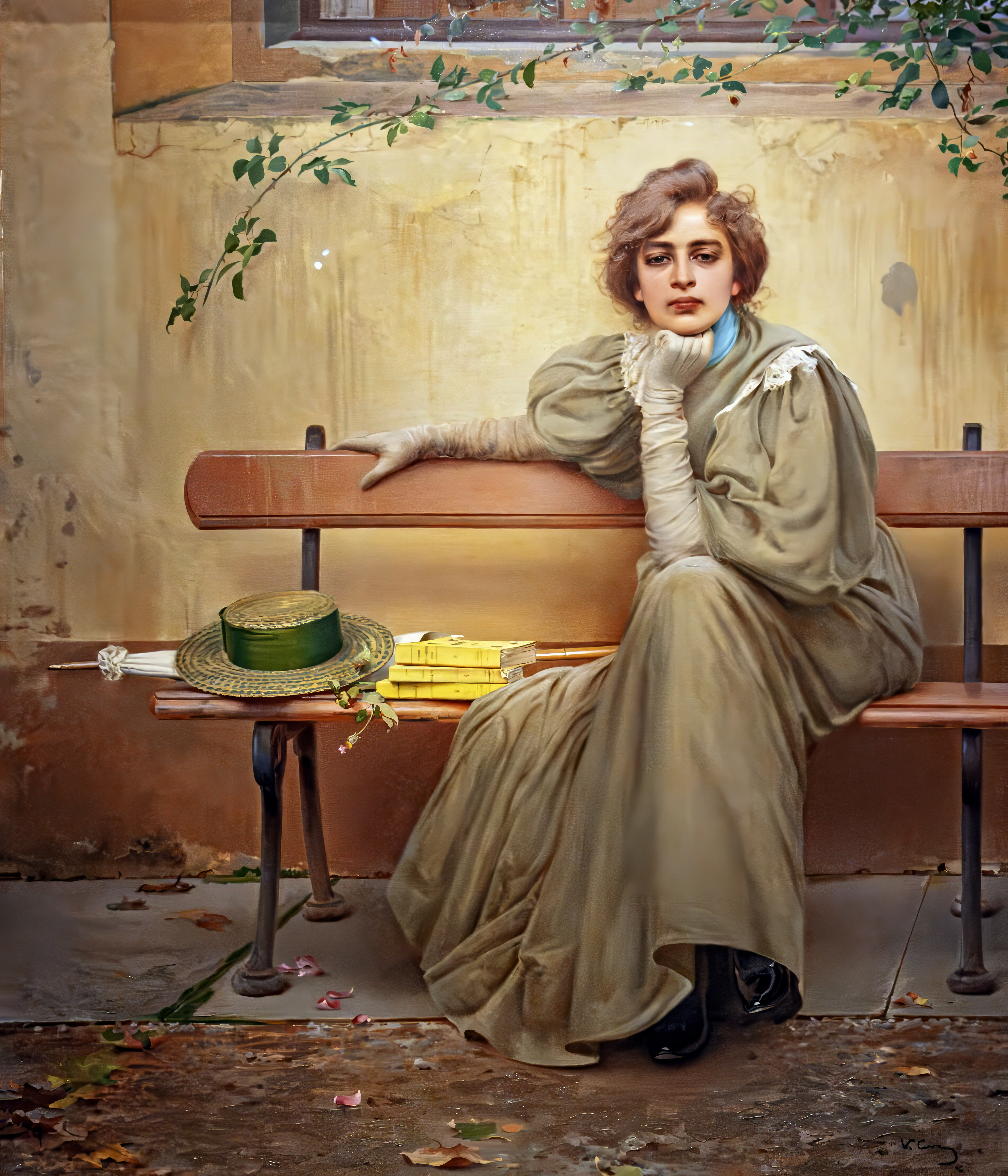
Sogni, 1896, Galleria Nazionale d’Arte Moderna, Roma

Vittorio Matteo Corcos nacque a Livorno il 4 ottobre 1859, da famiglia di origini ebraiche, figlio di Isach Corcos e Giuditta Baquis, iniziando sin da giovane la frequentazione dell'Accademia di belle arti di Firenze ed ebbe per maestro Enrico Pollastrini. Tra il 1878 e il 1879 soggiornò a Napoli presso Domenico Morelli dal quale apprese lo spirito del suo successivo stile di pittura, caratterizzato da profonde ricerche formali e letterarie. A questo periodo risale l'Arabo in preghiera, che identifica chiaramente questa svolta pittorica.
Nel 1880 approdò a Parigi, dove riuscì a sottoscrivere un contratto di 15 anni di cooperazione con la casa d'arte Goupil frequentando anche saltuariamente lo studio di Léon Bonnat, ritrattista della "Parigi bene", dedicandosi a ritratti femminili, a scene di vita quotidiana con colori brillanti e pennellate raffinate. Al suo rientro in Italia, tra il 1881 ed il 1886 espone al Salon.
Stabilitosi a Firenze, nel 1887 sposò Emma Ciabatti, vedova Rotigliano, inserita in prestigiosi circoli letterari che lo mettono in contatto con Giosuè Carducci e Gabriele D'Annunzio, approdando poi alla Galleria degli Uffizi.
Nel 1904, in Germania, eseguì un ritratto di Guglielmo II, dell'Imperatrice e di numerose importanti personalità tedesche, oltre al ritratto della regina Amelia del Portogallo e della regina Margherita di Savoia.
Tra i suoi allievi vi fu il pittore Cesare Maggi.
Suo figlio Massimiliano è fra i caduti della Grande Guerra.
Vittorio Corcos morì a Firenze l'8 novembre 1933; sua moglie Emma lo seguì nella tomba pochi giorni dopo, il 24.
È sepolto nel cimitero monumentale delle Porte Sante in Firenze.

## Galleria d'immagini

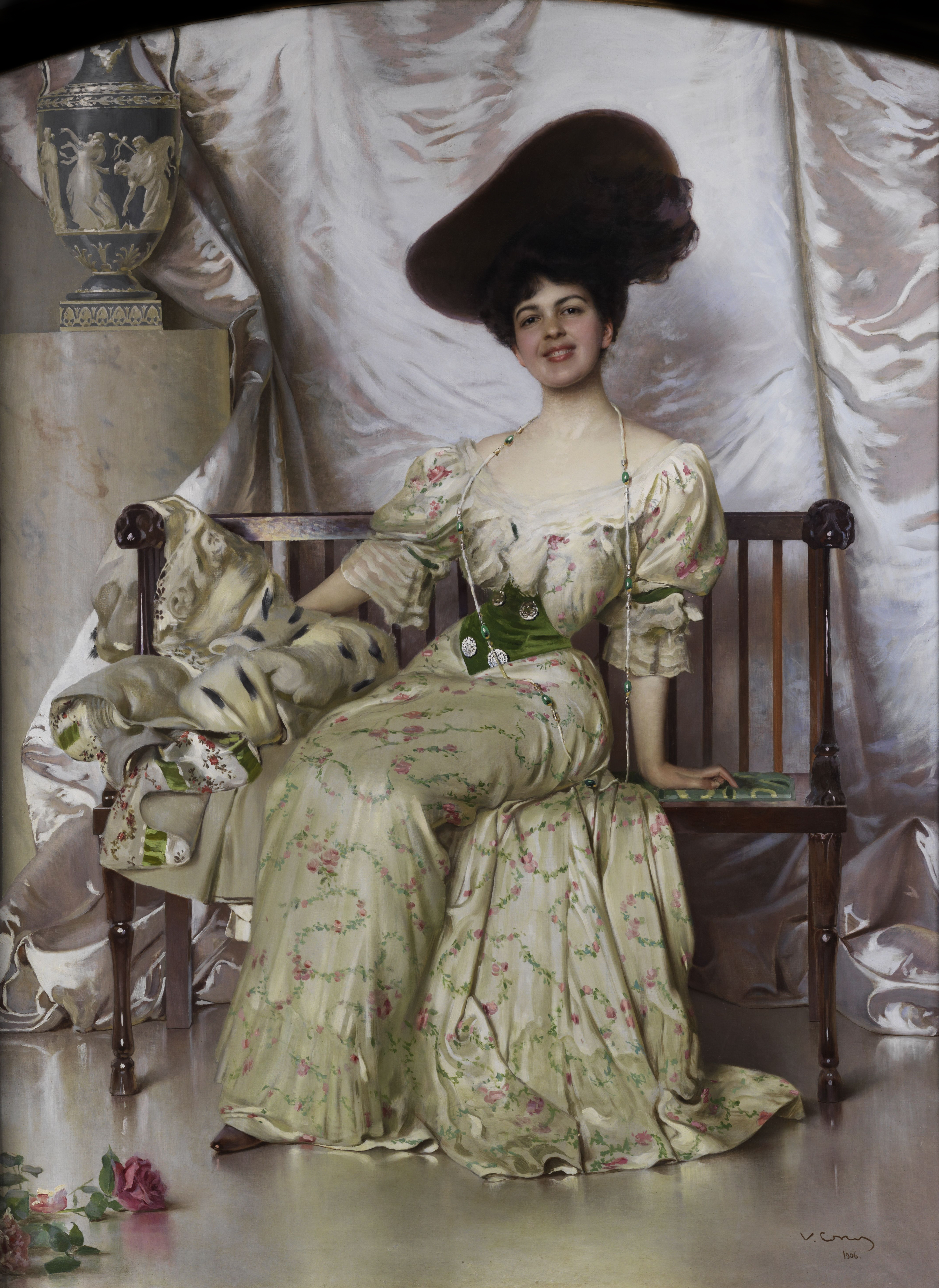
Ritratto della contessa Nerina Pisani Volpi di Misurata (1906).
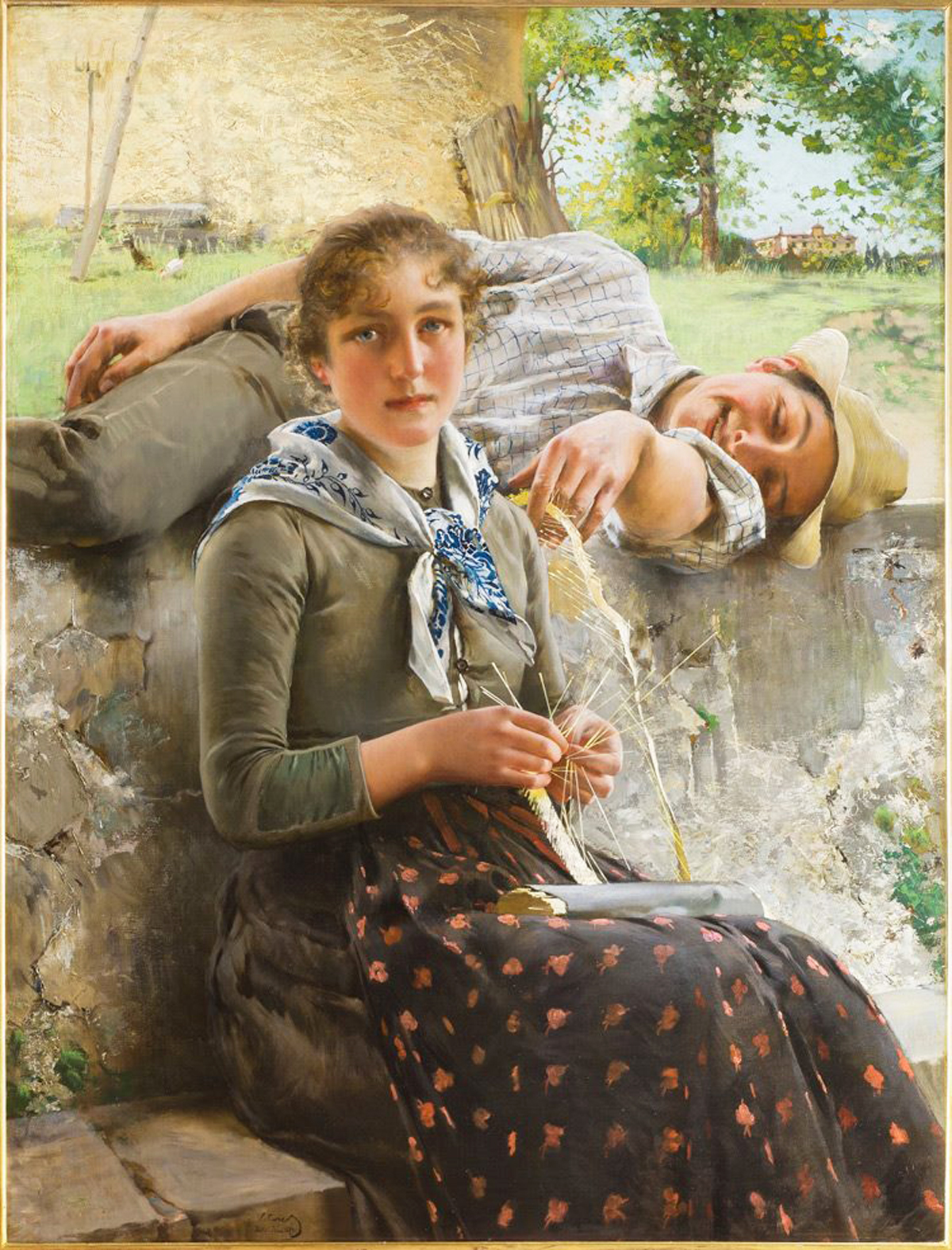
Stella e Piero, 1889
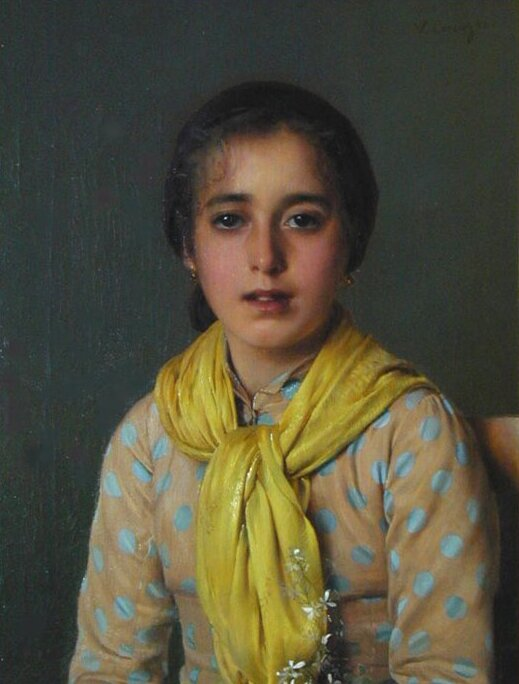
Ragazza dallo scialle giallo
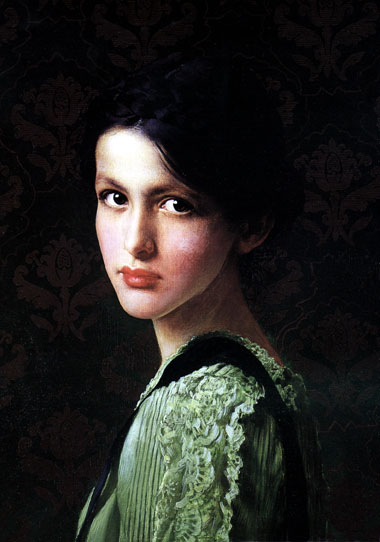
Ritratto di Paolina Bondi
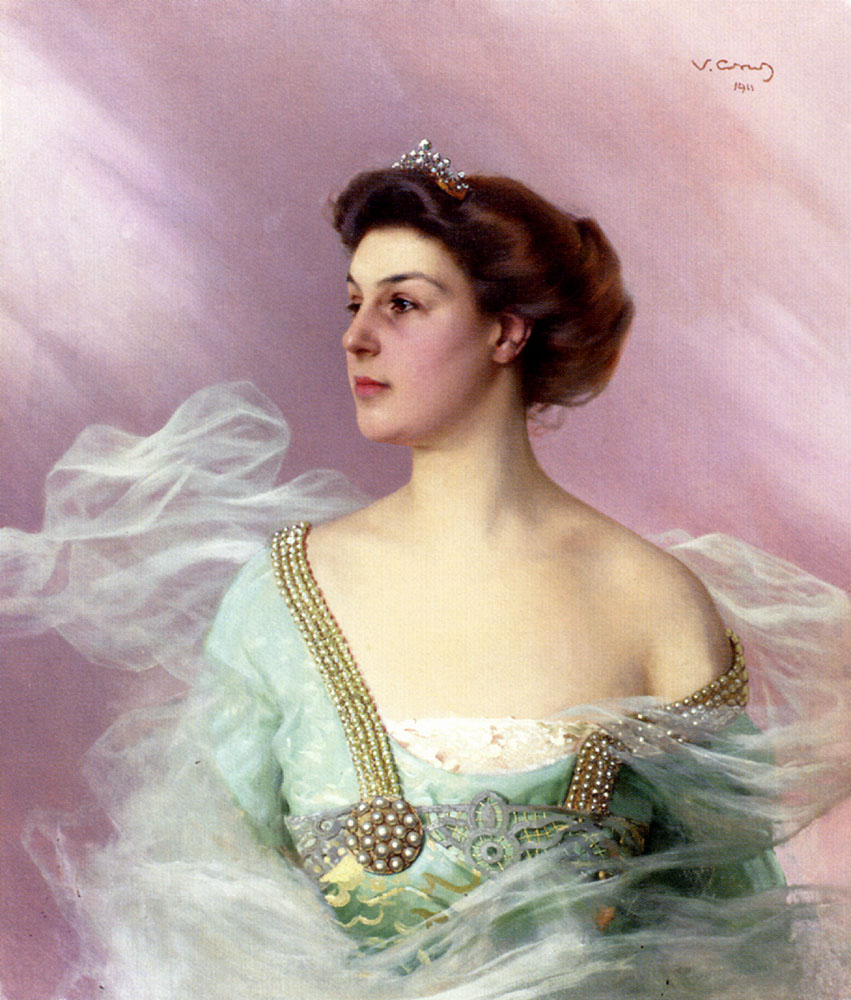
Ritratto di signora
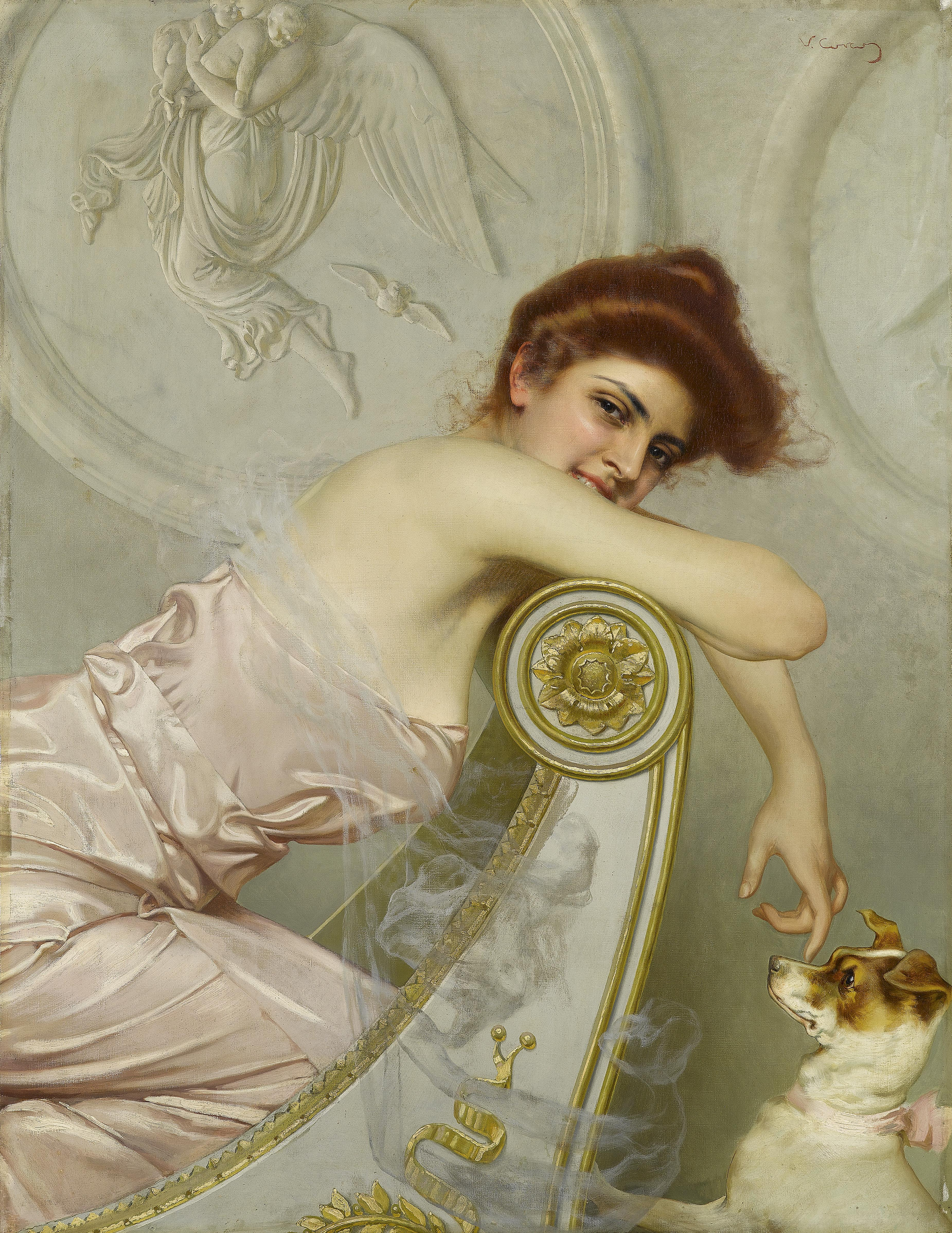
Ritratto di giovane donna, 1895 ca
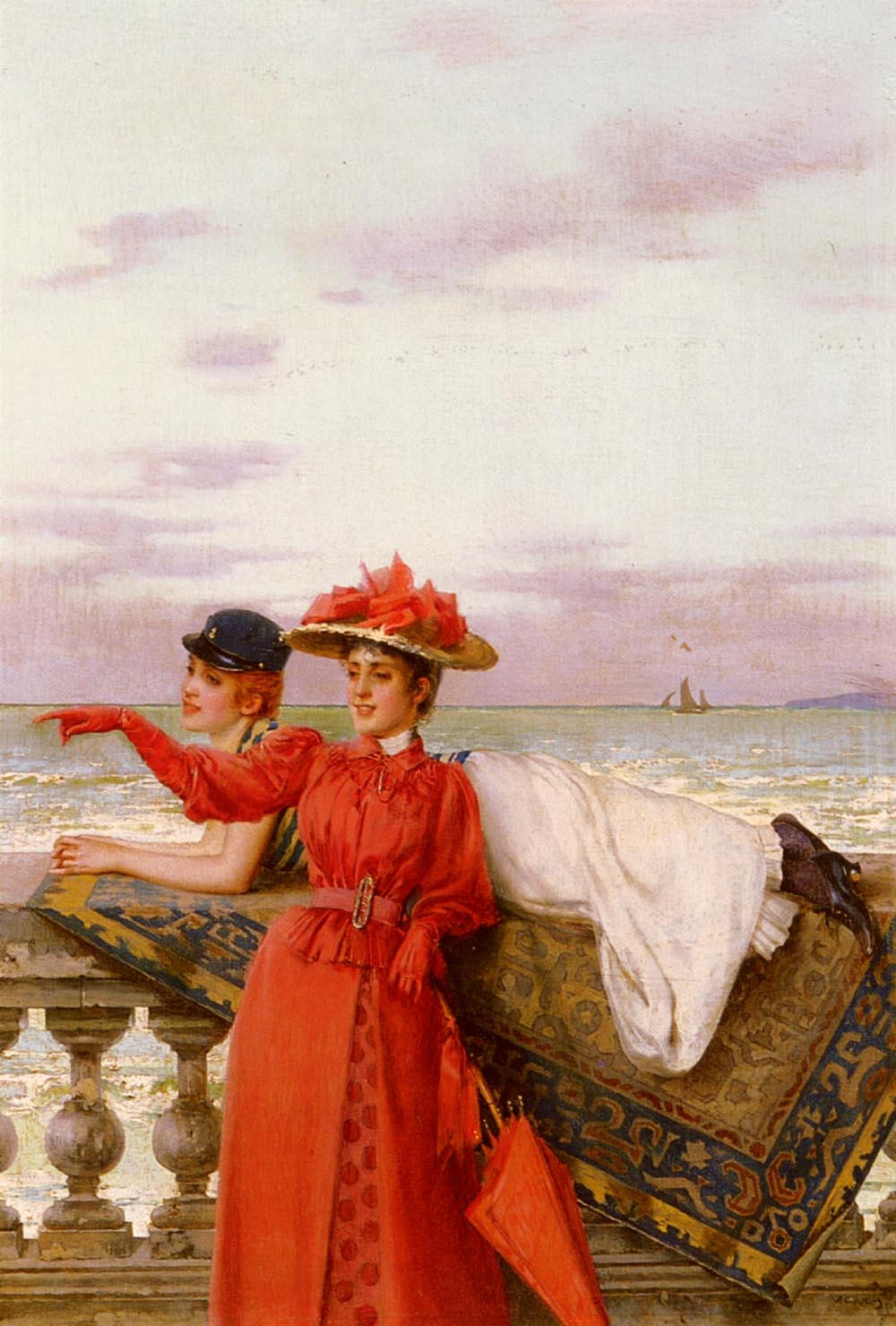
Guardando il mare
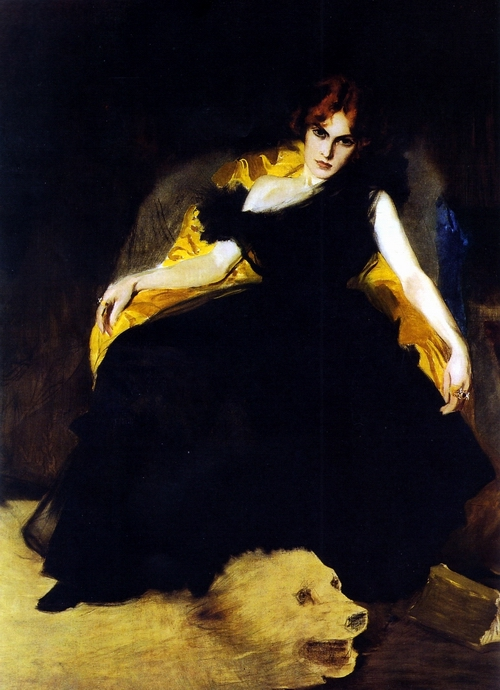
La morfinomane
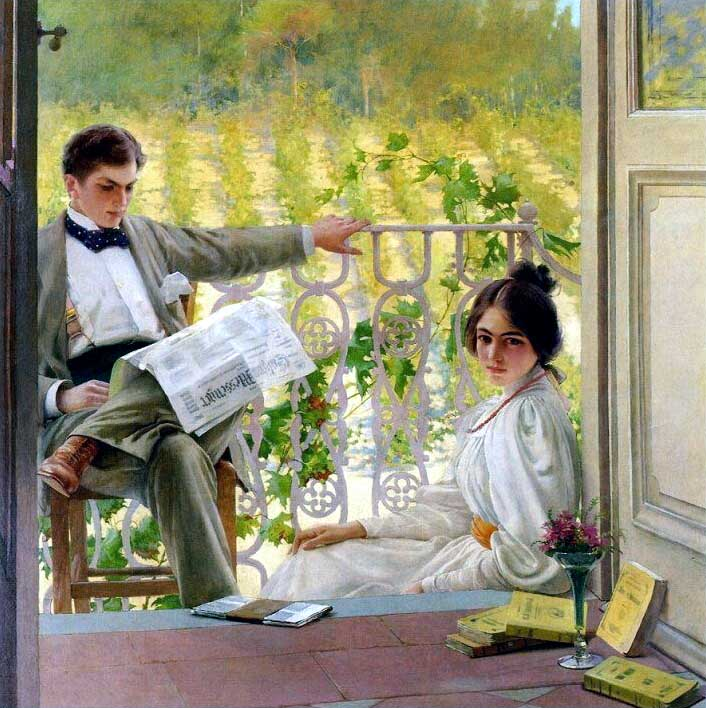
Pomeriggio in terrazza (circa 1900).
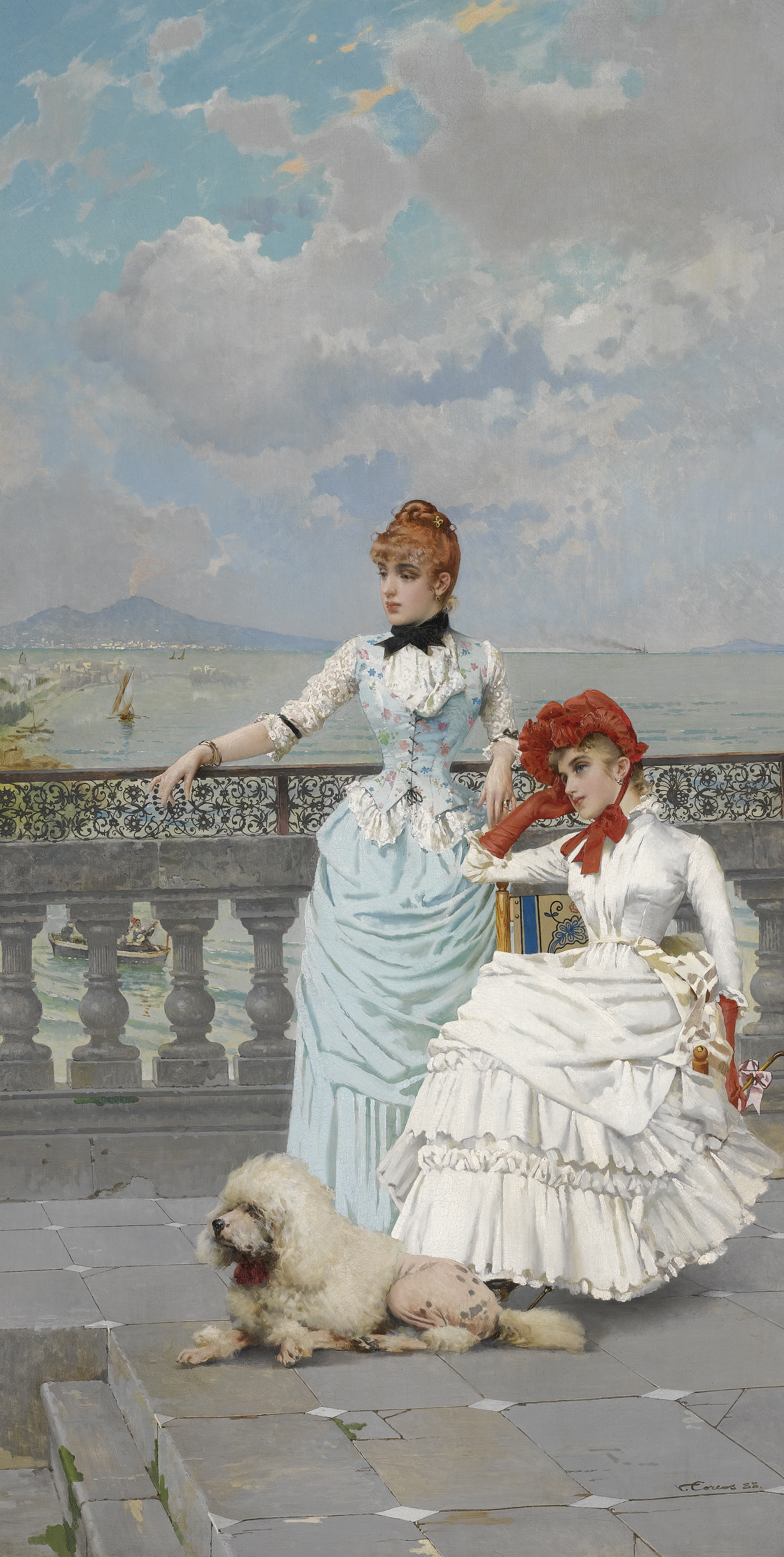
Bellezze napoletane (1885).
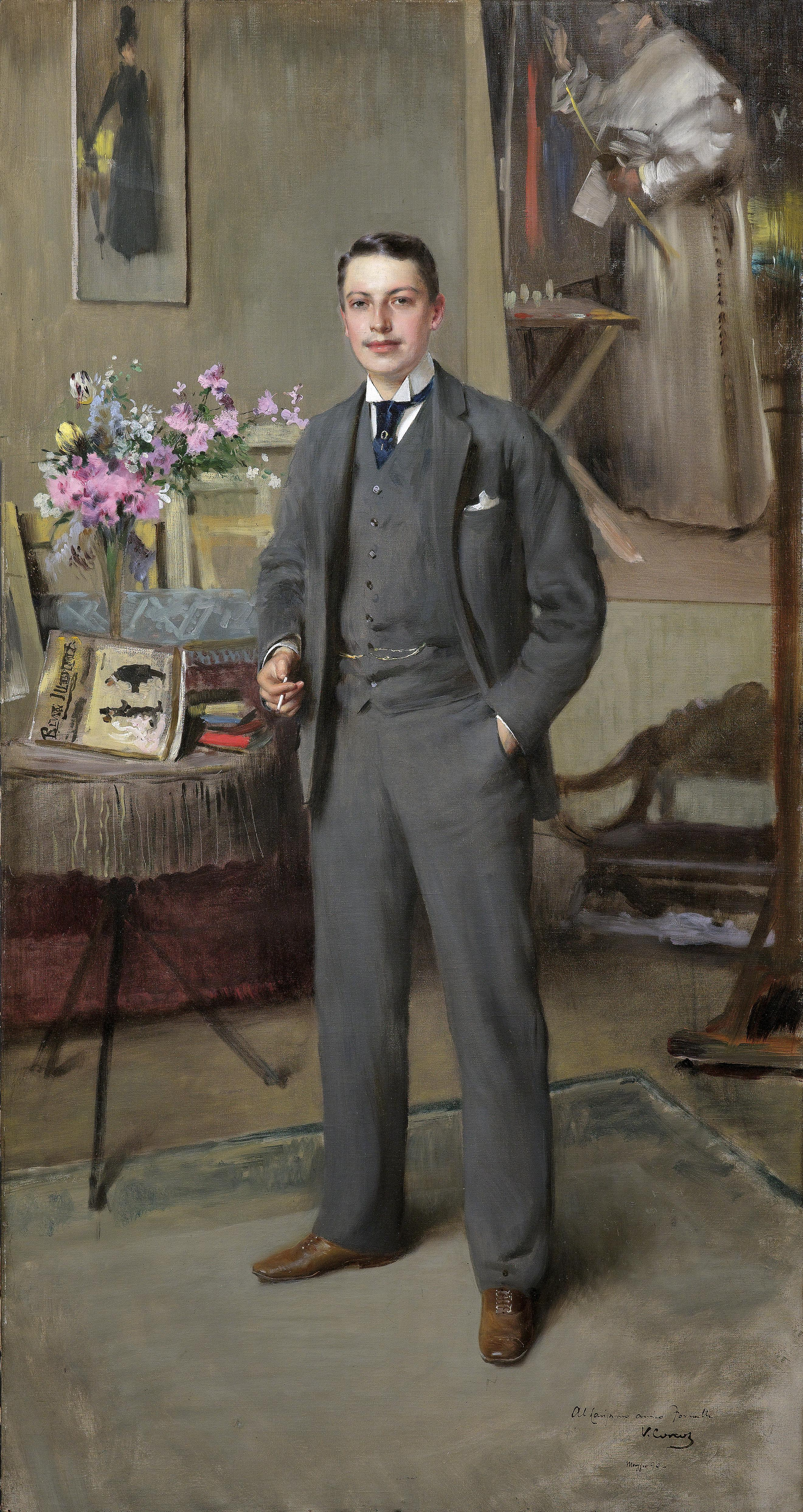
Ritratto di uomo (maggio 1890).
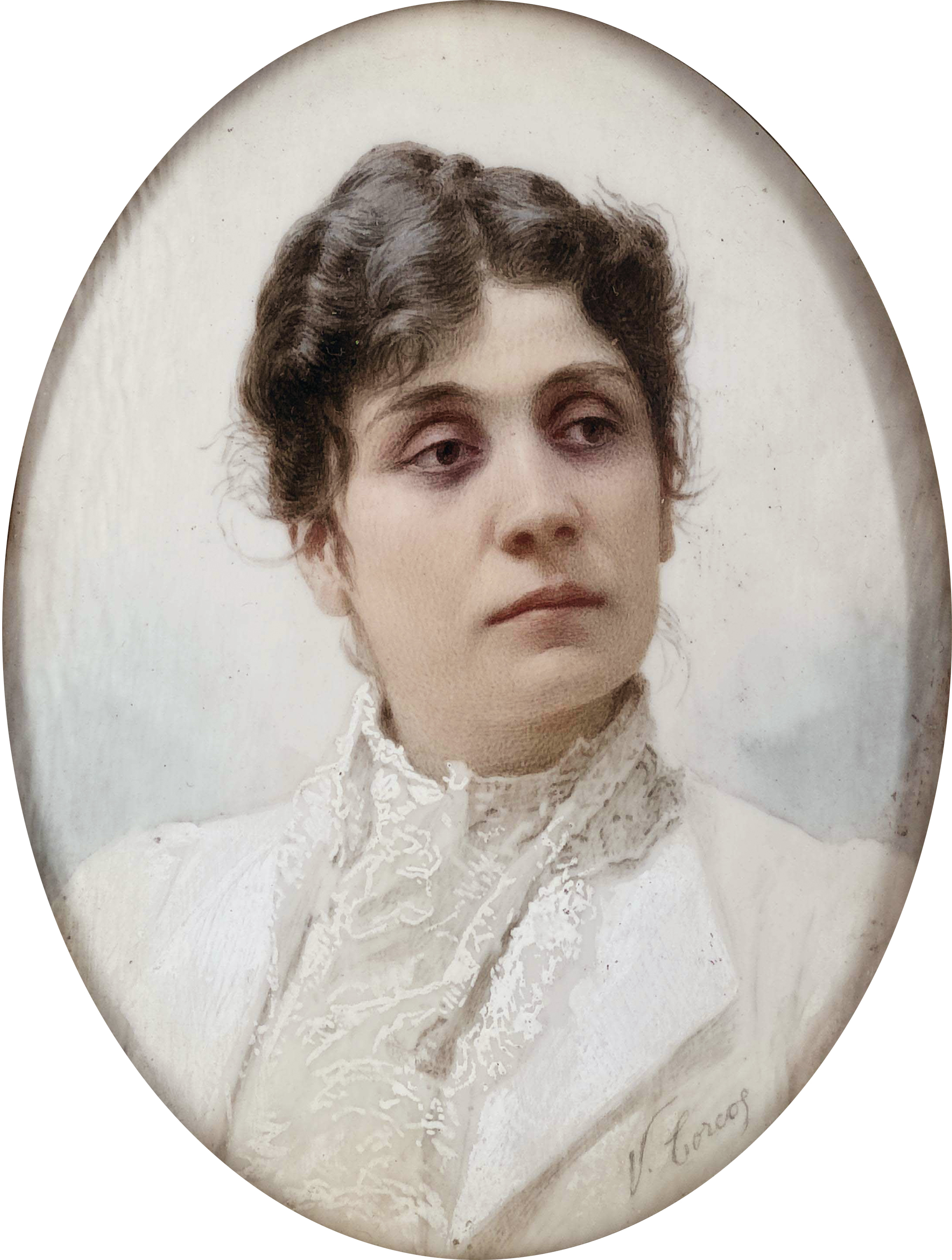
Ritratto di Eleonora Duse.
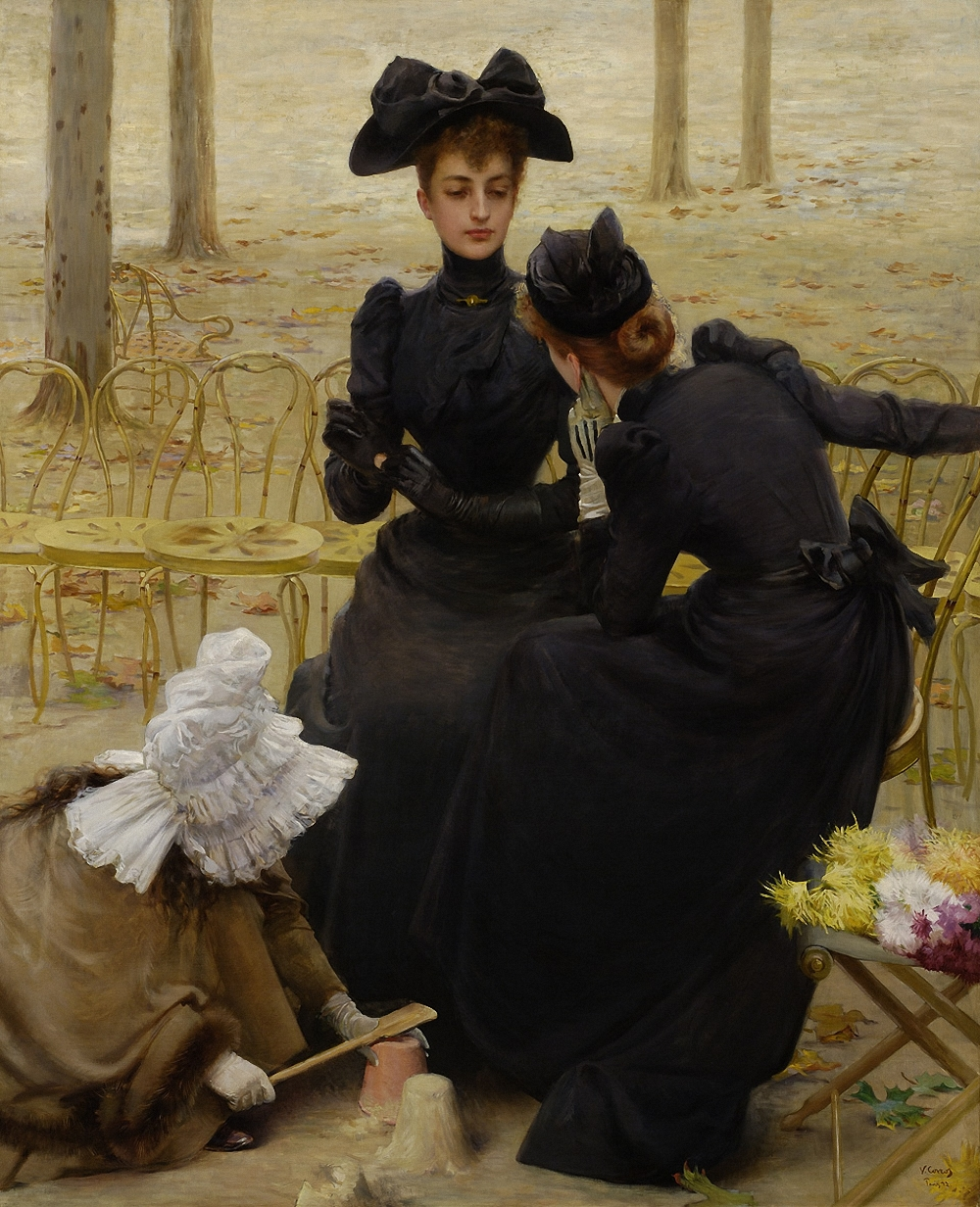
Conversazione nei Giardini del Lussemburgo (1892).
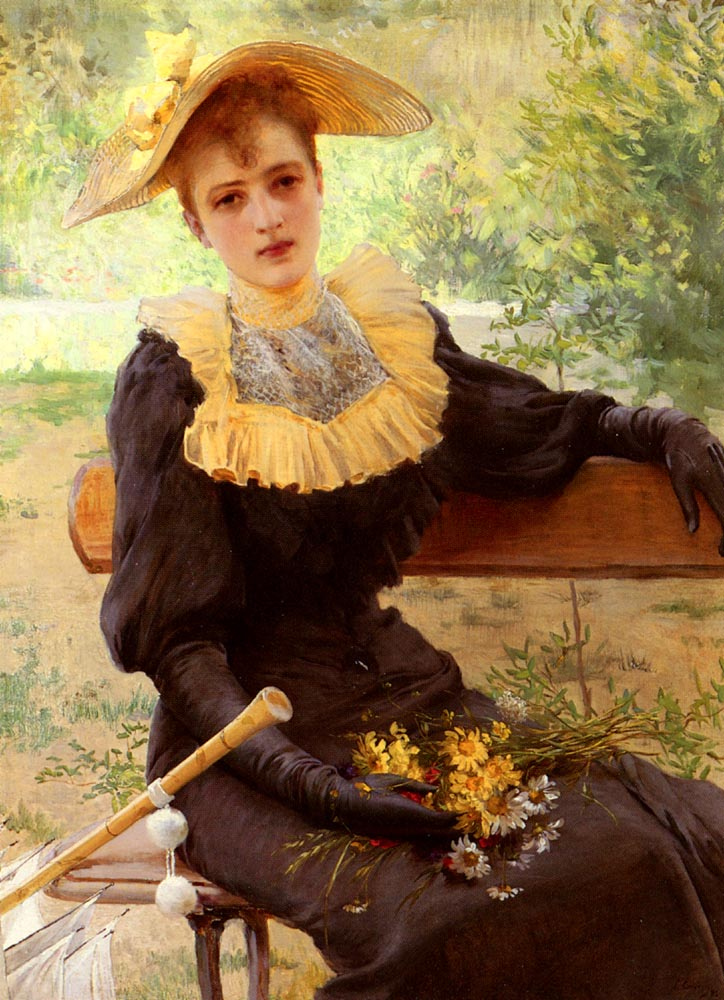
Nel giardino (1892).
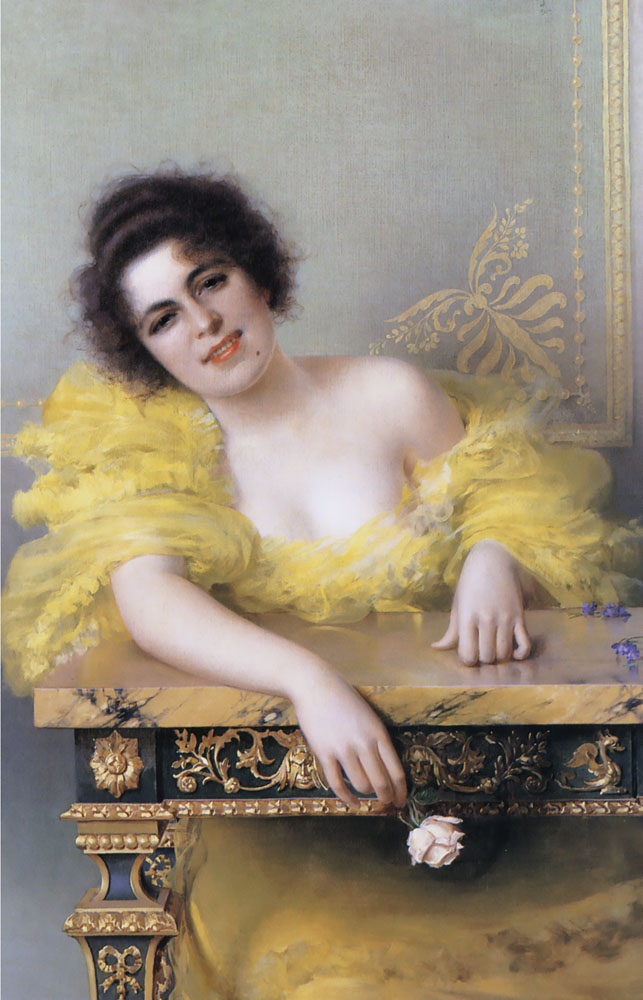
Ritratto di una giovane donna (1896).
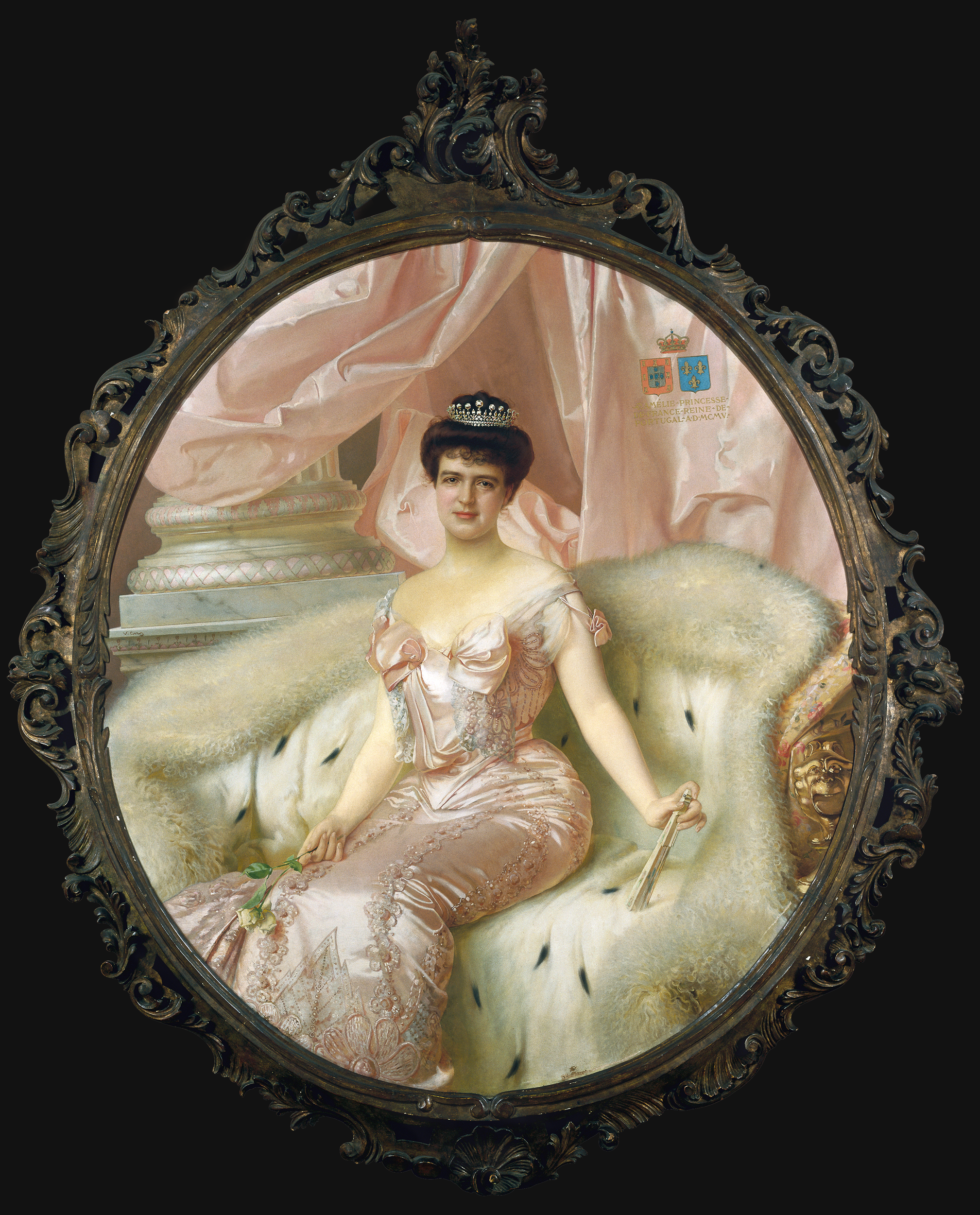
Ritratto di Amelia di Orleans (1905).